# Haydée Raymundo
Eduarda Haydée Torpoco Raymundo (Quichuay, Junín, 15 de octubre de 1969) es una cantautora folclórica, abogada y empresaria peruana. Apodada la «Auténtica Voz de los Pobres», es reconocida por su trayectoria artística, siendo una de intérpretes de la música andina en su país.

## Trayectoria
Raymundo viaja a Lima a los cuatro años y se dedica a trabajar en Mesa Redonda. Comienza su carrera artística a los 22 años, lanzando su primer tema musical Amor de pobre, que sería uno de los temas más destacados de su trayectoria. Inicialmente se presentaba en diversos eventos populares. 
A lo largo de su carrera artística, ha sido intérprete de conocidos temas, siendo «Patito negro», «Decías», «Flores a mi madre», «Mi nombre», «El celular», «Te sigo amando», «Huaylash», «Levántate corazón», «Cuánto te habré querido», algunos de sus éxitos. Además se desempeñaba también como compositora, trabajando con otros artistas de la música folclórica; siendo Sonia Morales y Max Castro quiénes hicieron las nuevas versiones de uno de sus temas. Colaboró con Erick Elera para un proyecto en el año 2008.
A finales de los años 1990, Raymundo inaugura su propio restaurante campestre bajo el nombre de La casita musical, ubicado en la zona de Carapongo, perteneciente al  distrito limeño de Lurigancho-Chosica, para luego, en 2003 lanzar su programa televisivo musical La cajita musical, basado en su emprendimiendo mencionado, que fue transmitido por Red Global en la segunda mitad de los años 2000 y a partir de la década de los 2010, se muda al canal Panamericana Televisión con el mismo formato. Tras el éxito de su programa, Raymundo fundó su propia productora musical bajo el nombre de Gutisa Producciones y comienza a realizar giras musicales en algunos países de Europa.
En 1995 recibió el apodo la «Auténtica Voz de los Pobres» durante la Feria Internacional de Cuasimodo, en Huancayo.
Años después, Raymundo lanza su quinto disco bajo el nombre de Mi dolor en 2015, que comprendía el tema homónimo, y 2016 lanzó su quinto álbum recopilatorio Haydée Raymundo ‐ 2do Volumen, incluyendo sus temas de su repertorio musical, además de su último álbum bajo el nombre de La cajita musical en el año 2020. 
En 2010, fue invitada por el expresidente de la República peruana Alejandro Toledo para participar en las elecciones municipales de ese año, lanzando su candidatura a la alcaldía del distrito de Ate, por el partido político Perú Posible sin éxito. Además, Raymundo postuló con el mismo partido en 2016 al Congreso de la República del Perú sin conseguir el cargo, ya que la cúpula política no pasó la valla electoral en las elecciones presidenciales de ese año.
Raymundo recibió varios reconocimientos por su trayectoria artística, siendo entre ellos, la condecoración del Círculo Nacional de Periodistas en 2015, que fue realizado en México; el premio de honor a Mejor cantante folclórica por parte del expresidente Alejandro Toledo y su esposa, la ex primera dama Eliane Karp en 2016 y el Premio de Honor en 2015 por parte del entonces congresista Casio Huaire Chuquichaico, donde en ambos fueron premiados por su labor e impulsamiento a la música andina en el Perú. 
Además, en 2010 fundó la Fundación Haydée Raymundo, que se enfoca mayormente en el apoyo a las personas más necesitadas del Perú, especialmente en mujeres y niños.
Fruto de la fama de su seudónimo de La voz de los pobres, Raymundo tuvo una participación especial en la obra teatral Travesuras conyugales en 2016, donde interpreta a una consejera matrimonial y compartió escena junto a Milett Figueroa.

## Vida personal
Eduarda Haydée Torpoco Raymundo (su nombre de nacimiento) nació el 15 de octubre de 1969 en el pueblo de Quichuay, perteneciente a la provincia de Huancayo, departamento de Junín de la sierra central peruana. Proviene de una familia de bajos recursos económicos, siendo hija de padres que mayormente se dedicaban a la agricultura y la ganadería. Pese que su padre abandonó a su familia, logró salir adelante, junto a su madre y hermanos, de los problemas familiares.
A los 7 años, se mudó a la capital Lima inicialmente para trabajar para una familia en común en las labores del hogar, mientras estaba en el colegio. Ya llegando casi a la mayoría de edad, Raymundo comienza a estudiar la carrera de derecho, siendo egresada sin ejercer la profesión, para dedicarse definitivo a la música. 
En la actualidad, es madre de una hija, incluyendo con una nieta. Sin embargo, Raymundo afirmó en una entrevista para el programa televisivo Al sexto día en el año 2016, que estuvo a punto de quitarse la vida debido a sus problemas con su expareja.

## Discografía

### Álbumes
- 1992: Amor de pobre
- 2002: Decías
- 2016: Haydée Raymundo - 2do Volumen
- 2017: Me voy de aqui
- 2020: Del Perú para el mundo
- 2020: La cajita musical

#### Canciones
- Decías
- Te sigo amando
- Flores a mi madre
- Levántate corazón
- Mi nombre
- Cuatro palabras
- Me voy de aqui
- Cuanto te abré querido
- Me siento sola
- Con qué dolor
- Amor de pobre
- Basta corazón
- Amor a la huancaína
- Nostalgia
- Llanto de una madre
- Ya no me busques
- Mi dolor
- Patito negro
- Márchate márchate
- El celular

## Reconocimientos
- Premio de Honor del Círculo Nacional de Periodistas de México (2015)[11]
- Premio a la Mejor cantante folclórica por parte del expresidente Alejandro Toledo (2016)[16]
- Premio de Honor del Congreso de la República del Perú por parte del excongresista Casio Huaire Chuquichaico (2015)[12]